# 不動産取得税
不動産取得税（ふどうさんしゅとくぜい）は、地方税法（昭和25年法律第226号）の昭和29年改正（昭和29年法律第95号「地方税法の一部を改正する法律」）に基づき、不動産の取得に対して課される税金で、普通税である。
戦後の地方財政はシャウプ勧告を基礎とした昭和25年の地方税法で整備されたが、市町村税に比較し、道府県税が十分ではなかった。そこで昭和29年に、地方団体相互間で税源配分の合理化を図るためとして市町村税の一部が道府県税に移されており、たとえば道府県民税も、この時に市町村民税の一部移譲で誕生している。同じく市町村税である固定資産税については、当初は標準税率が1.6パーセントであったが、これを1.4パーセントに軽減し（昭和29年は移行のため1.5パーセント）、その一方で土地または家屋を取得したときに一度だけ支払う税金として、都道府県税に「不動産取得税」を設けることとされた。

## 特徴
不動産を取得した人に、「その不動産の所在する都道府県」が課す税金（道府県税）である。市町村が毎年課税する固定資産税と違って、不動産を取得した時に一度だけ納める。いわゆる流通税の一種であり、不動産の移転という事実に着目して課されるものである。不動産の取得に対する利益に着目して課されるものではない。したがって、1日でも所有権を取得した場合は課税の対象となるほか、所有権の移転を伴う契約が合意により解除された場合においても、移転の事実がある限り課税がなされる。

## 課税対象となる不動産の取得
不動産とは土地及び家屋である。土地に定着した工作物や立木は課税対象にならない。課税実務上、民法上の権利取得の概念に準じて原始取得と承継取得に大別される。

### 原始取得
原始取得とは、不動産の存在しなかった場所に新たに不動産を設けることを指す。
- 公有水面の埋め立てによる土地の取得
- 家屋の新築・増築
- 家屋の改築（改築については、それによって家屋の価格が増加したと認められる場合のみ、増加した価額を課税標準とみなす）
- 取得時効 （民法289条、民法397条により時効取得は原始取得と解されている）

### 承継取得
承継取得とは、既に存在する不動産を譲り受けることを指す。
- 土地・家屋の売買・交換・贈与・財産分与等

ただし、例外として以下のような非課税規定がある。
- 非課税団体：国・地方公共団体などによる不動産の取得は課税の対象外である（地方税法第73条の3）。
- 形式的取得の非課税：相続（包括遺贈を含む）・法人の合併・共有物分割などによる不動産の取得は、形式的な取得として課税の対象とはならない（地方税法第73条の7）。
- 用途による非課税：公共用道路・保安林・墓地・公共用運河・水道用地・用悪水路・ため池・堤とう・井溝の用に供するために取得した土地は、課税の対象とならない（地方税法第73条の4第3項）。
- 区画整理による換地の取得は、非課税である。
- そのほか、政策的な理由による非課税規定が多数ある。

## 納税義務者
不動産所有権の取得者である（地方税法第73条の2第1項）。個人・法人を問わない。

## 課税標準
課税標準は原則として、取得時における不動産の価格すなわち適正な時価とされる（地方税法第73条第5号）。ここでいう適正な時価とは、不公正な取引による値引・値上を排した時価であるとされるため、実際の売買価格や建築工事費は使用されない。
具体的には、市町村における固定資産課税台帳に価格が登録されている場合は、その価格を用いる（地方税法第73条の21第1項）。ただし、新築家屋など固定資産課税台帳に登録されていない場合や増改築、地目の変更等で固定資産課税台帳の価格によることが適当でない場合は、固定資産税と共通の固定資産評価基準によって価格を決定する（同条第2項）。そして、適正な時価としての性質は、固定資産評価基準が市価の動向を考慮した基準を採用することによって担保されているとされる。

### 原始取得
- 新築家屋については、固定資産課税台帳に価格が登録されていないため、固定資産評価基準により評価し価格を決定する。固定資産評価基準では、評価の方法が木造家屋と非木造家屋（鉄骨造、鉄筋コンクリート造、軽量鉄骨造等）に区分されているため、都道府県と市町村で分担して家屋評価を行っている。

### 承継取得
- 課税対象の不動産の取得時点における固定資産課税台帳に登録されている価格による。農地法第5条の届出・許可による農地転用等地目の変更があったときは、固定資産評価基準により評価し価格を決定する。

　結果としては概ね固定資産税の課税標準額と同じものを用いることとなるが、固定資産税が年初における価格を用いるのに対して、不動産取得税では取得時における価格を用いるため、取得のタイミングによっては固定資産税における課税標準額と異なる価格となることもある。

### 課税標準の特例
- 個人又は法人が新築住宅を取得したときに、住宅の床面積が50～240平方メートル（一戸建て以外の賃貸住宅は40～240平方メートル）であり、自ら居住するほか賃貸や親族に住まわせた場合は、課税標準の算定について、一戸につき1,200万円（税額にして36万円）を控除する（地方税法第73条の14第1項）。新築住宅が認定長期優良住宅の場合は、平成21年6月4日から平成26年3月31日までに取得が行われた場合に限り、一戸につき1300万円を控除する。
- 個人が自己の居住の用に供する既存住宅を購入したときに、住宅の床面積が50～240平方メートルであり、築20年以内（耐火建築物の場合は築25年以内）であれば、新築年度に応じて評価額から控除する（地方税法第73条の14第3項）。法人には適用されず、また取得した者が居住する必要がある。
- 住宅用の土地（宅地評価土地）の取得に対しては、平成18年1月1日から平成27年3月31日までに取得が行われた場合に限り、課税標準が当該土地の価格の2分の1の額となる（地方税法附則第11条の5）。
- 新築住宅用の土地を取得したときに、一定の要件に該当する場合は、税額を軽減する（地方税法第73条の24第1項）。
- 個人が自己の居住の用に供する既存住宅用の土地を取得したときに、一定の要件に該当する場合は、税額を軽減する（地方税法第73条の24第2項）。
- これらの軽減措置を受けるためには、当該不動産の取得者が都道府県に申告する必要がある。

## 免税点
上記課税標準額が以下の値に満たない場合は、不動産取得税は課されない（地方税法第73条の15の2）。
- 土地の取得：10万円（土地を取得した日から1年以内に隣地を取得した場合は両方の取得額を合わせた額で計算する）
- 家屋の取得のうち新築・増改築によるもの：1戸（共同住宅等については1区画）につき23万円
- 家屋の承継取得：1戸（共同住宅等については1区画）につき12万円

その他、補足不動産取得税のあらまし - 神奈川県3ページ
※課税標準は不動産の価格ですが、軽減措置の適用により不動産の価格から一定の額が控除される場合は、控除後の額が課税標準額となります。
※共有で取得された場合は、各共有者の持分に応じた課税標準額について免税点を適用します。

## 税率・納税
- 標準税率は4%である。ただし、平成18年4月1日から平成27年3月31日までの間に住宅又は土地の取得が行われた場合に限り、標準税率を3%とする特例が設けられている（地方税法附則第11条の2）。
- 納税については、都道府県から送付される納税通知書によって納める（普通徴収）。

## その他
- 承継取得については、主に不動産の移転登記を課税資料としているため、移転登記の数ヶ月後に納税通知書が送付されることになり、課税時には対象の不動産がさらに転売されている場合もある。
- 普通徴収で課税にかかる事務量は多いが、取得時の一度限りの税金のため、平成19年度の調定（課税）額は道府県税全体の僅か3%にすぎない（固定資産税は市町村税の40%を占める）。
- 他の道府県民税と比べて、評価額が高い等の理由による不服申し立てが多く、徴収率もやや低い傾向にある。
- 不動産取得税の消滅時効の期間は5年である。